# Пауэлл, Патриша
Патриша Пауэлл (англ. Patricia Powell, 1966, Ямайка) — американская писательница вест-индского происхождения, преподавательница, приглашённый профессор.

## Биография
Росла в Великобритании, в 1982 переехала вместе с семьей в США. Получила степень бакалавра в Колледже Уэллсли, степень магистра литературного мастерства — в Брауновском университете, где она занималась, среди других, у Майкла Ондатже. Преподавала в университете штата Массачусетс в Бостоне (с 1991), в Гарвардском университете (2001), была приглашенным профессором в MIT (2003).

## Романы
- Me Dying Trial (1993, финалист премии журнала Granta за лучший роман молодого американского автора; переизд. 1994, 2003, 2004)
- Малое собрание костей/ A Small Gathering of Bones (1994, переизд. 2003, 2004)
- Пагода/ The Pagoda (1998, Ferro-Grumley Award; переизд. 1999)
- The Fullness of Everything (2009)

## Признание
Премия ПЕН-Центра Новой Англии за литературное открытие. Премия YWCA за выдающееся женское достижение.